# Adal (región)

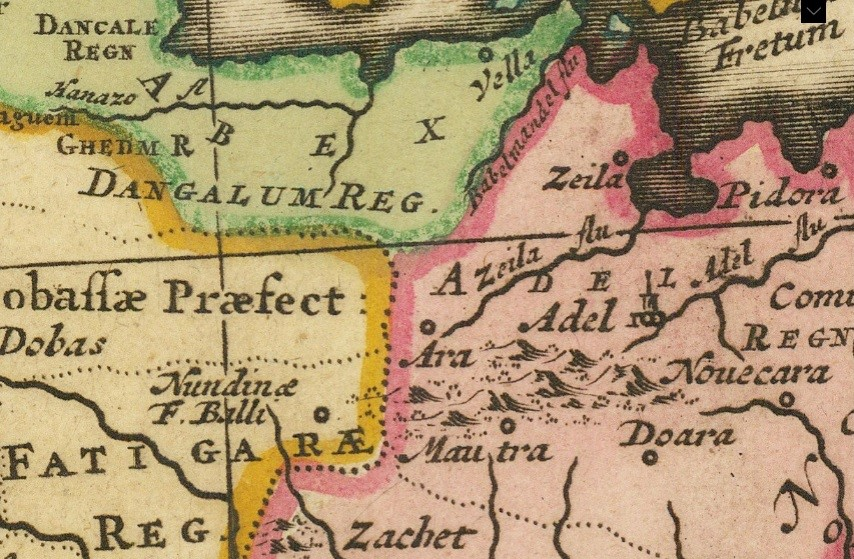
Adal en 1696 limitaba con la región de Fetegar al oeste y la región de los afar al noroeste

Extensión del sultanato de Adel hacia 1540

Adal (harari : አዳል), también conocida como Adel, Awdal o Aw Abdal, fue una histórica región musulmana en el Cuerno de África, ubicada hacia la meseta de Harrar al este de Ifat. El estado de Zeila a menudo denota Adal y otros dominios musulmanes en los textos medievales.

## Geografía
Adal estaba situada al este de la provincia de Ifat y era un término general para designar una región habitada por musulmanes. Según el explorador portugués Francisco Álvares, Adal en 1520 limitaba con la provincia fronteriza abisinia de Fetegar en el oeste y se extendía hasta el cabo Guardafui en el este, y estaba confinada por el reino de los afar en el noroeste (el sultanato de Dankali) y que los líderes de Adal eran considerados santos por los lugareños por su guerra con la vecina Abisinia.
Se usó de manera ambigua en la era medieval para indicar la porción de terrenos bajos de los habitantes musulmanes al este del imperio etíope, incluyendo el norte del río Awash hacia el lago Abbe en la actual frontera entre Etiopía y Yibuti, así como el territorio entre Shewa y Zeila en la costa de Somalilandia. Los distritos dentro de Adal incluían Hubat, Gidaya y Hargaya. Ocasionalmente también incluía al Sultanato de Hadiya.
De acuerdo con Ewald Wagner, la región de Adal históricamente fue el área que se extendía desde Zeila hasta Harrar. En la década de 1800, el misionero católico Stanely afirmaba que Adal se situaba al oeste de Zeila. El académico etíope Duri Mohammed afirmó que las tierras bajas fuera de la ciudad de Harrar se conocen como Aw Abdal, donde los imanes tradicionalmente dirigían la oración. Según Amélie Chekroun, Adal designaba la región al este del río Awash, reemplazando a Ifat como el poder musulmán que había quedado bajo el control cristiano etíope en el siglo XIII. El estado cristiano bajo la invasión de Menelik II durante la década de 1800 por primera vez en su historia mantuvo el control en Adal, por lo tanto, lo incorporó a la Etiopía moderna.

## Fundación semilegendaria
Eidal (Abdal) se convirtió en emir de la región sucediendo a Aw Barkhadle en 1067, después de una victoria contra los persas:

Después de dos días envió algunos de los jinetes a Hararge al Sarif Idal, y (este) vino (a él) con 150 jinetes. Él y el Imán comenzaron la guerra contra el ejército de al-Kanis Mari en la tierra de Bissidimo. La guerra estalló durante cuatro días hasta que llegaron a la tierra de Kurummi. Cuando Sarif Idal la alcanzó, le cortó la cabeza y la colgó de lanzas. Tenía 200 jinetes con ella, a todos los cuales Dios envió rápidamente al fuego del infierno. El Imán regresó (con) Sarif Idal después de matarla y fue llamado Emir Idal. Entró en Hararge con 500 jinetes, alabando a Dios y vitoreando con un botín innumerable e incalculable.
Yahya Nasrallah

## Historia

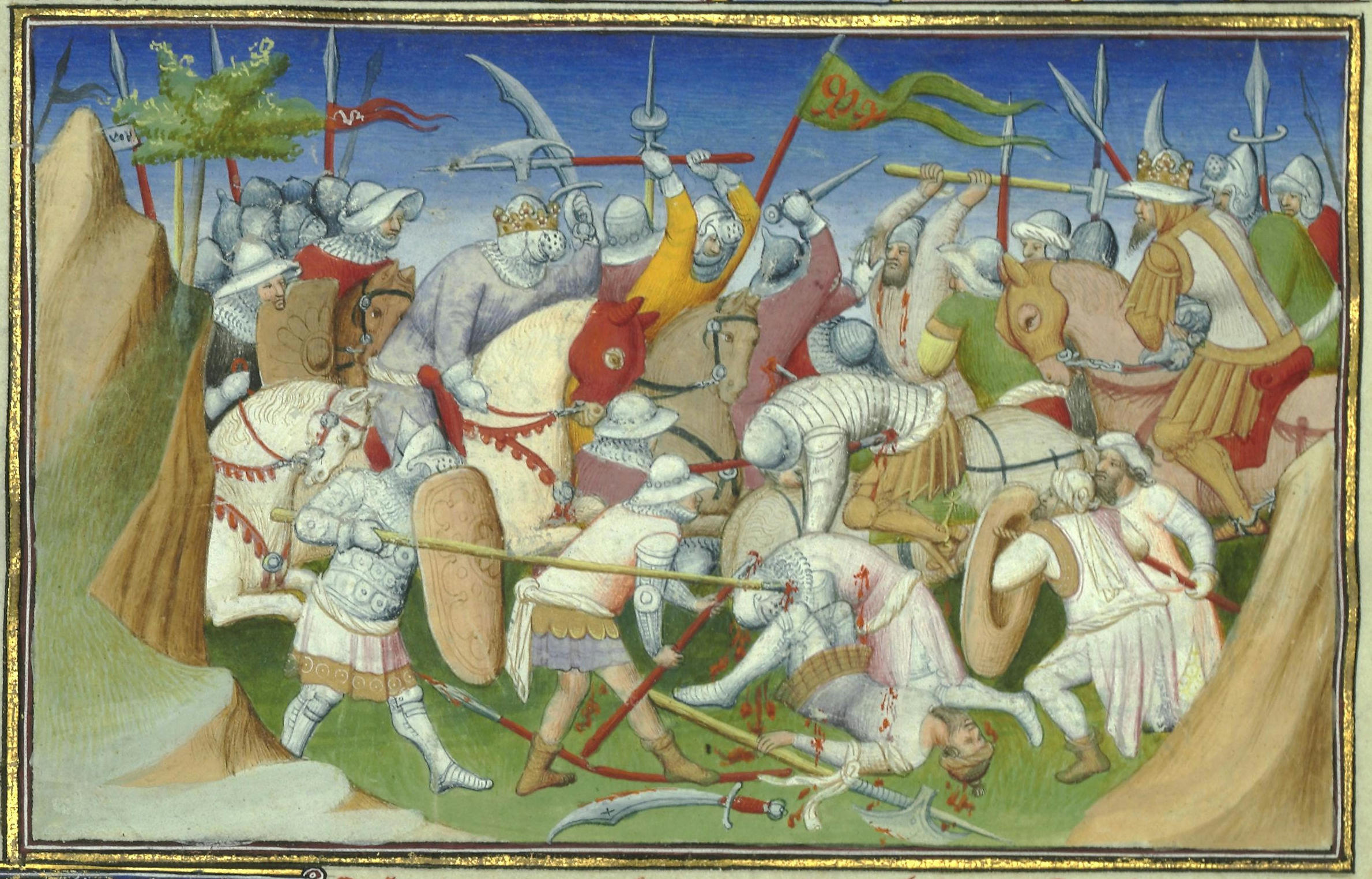
Representación del sultán de Adal (derecha) y sus tropas luchando contra el rey Yagbe'u Seyon y sus hombres en el.

La primera referencia a Adal data de 1288, poco antes del colapso de la dinastía Makhzumi cuando la región fue invadida por el sultán Walashma de Ifat. Adal también es mencionado por Marco Polo en 1295 como un estado que se encontraba en permanente conflicto con Abisinia. Según el historiador árabe del siglo XIV Al Umari, Adal fue una de las regiones fundadoras del sultanato de Ifat. En el siglo XIV, el emperador Amda Seyon de Etiopía luchó contra el líder de Adal, Imam Salih, quien se alió con Jamal ad-Din I de Ifat.
A finales del siglo XIV, los líderes rebeldes de Ifat Haqq ad-Din II y Sa'ad ad-Din II trasladaron su base a la meseta de Harari en Adal formando un nuevo Sultanato en Dakkar. Este nuevo Sultanato de Adal abarcaba la ciudad moderna de Harrar. Según los textos árabes, el café fue introducido en Arabia por el cuñado árabe de Sa'ad ad-Din II, Ali bin Omar al- Shadhili, con quien se familiarizó durante su breve estancia en Adal. Según la tradición harari, numerosas personas del pueblo argoba habían huido de Ifat y se habían asentado alrededor de Harrar en las tierras bajas de Aw Abdal durante su conflicto con Abisinia en el siglo XV, por lo que se nombró una puerta en su honor llamada puerta de Argobba. En este período la dinastía Walashma de Ifat inició una serie de alianzas matrimoniales con los líderes de Adal.
Según Enrico Cerulli, el descontento local por la dinastía Walashma de Ifat que ocupó la región de Adal llevó al ascenso de Ahmed ibn Ibrahim al-Ghazi en el siglo XVI. Hasta finales del siglo XVI, los gobernantes de Adal estaban en un violento conflicto con los líderes del vecino estado cristiano del Imperio Etíope. En las subsecuentes invasiones del pueblo oromo, Adal se dividió en dos estados, el Sultanato Aussa de Adal y el Emirato Harrar de Adal, este último sobreviviendo hasta el siglo XIX. En 1842, el viajero británico Charles Johnston describió a Harrar como la última ciudad de Adal. El estado de Adal sería anexado por Etiopía a fines del siglo XIX durante la invasión de Menelik II después de la Batalla de Chelenqo.
En la década de 1900, se dice que el emperador designado de Etiopía, Iyasu V, sostuvo alianzas matrimoniales con los pueblos de Adal, casándose con la hija de un noble somalí, la hija de un afar descendiente del gobernador de Zeila y la hija de Abdullahi Sadiq, un aristócrata de Harrar.

## Habitantes

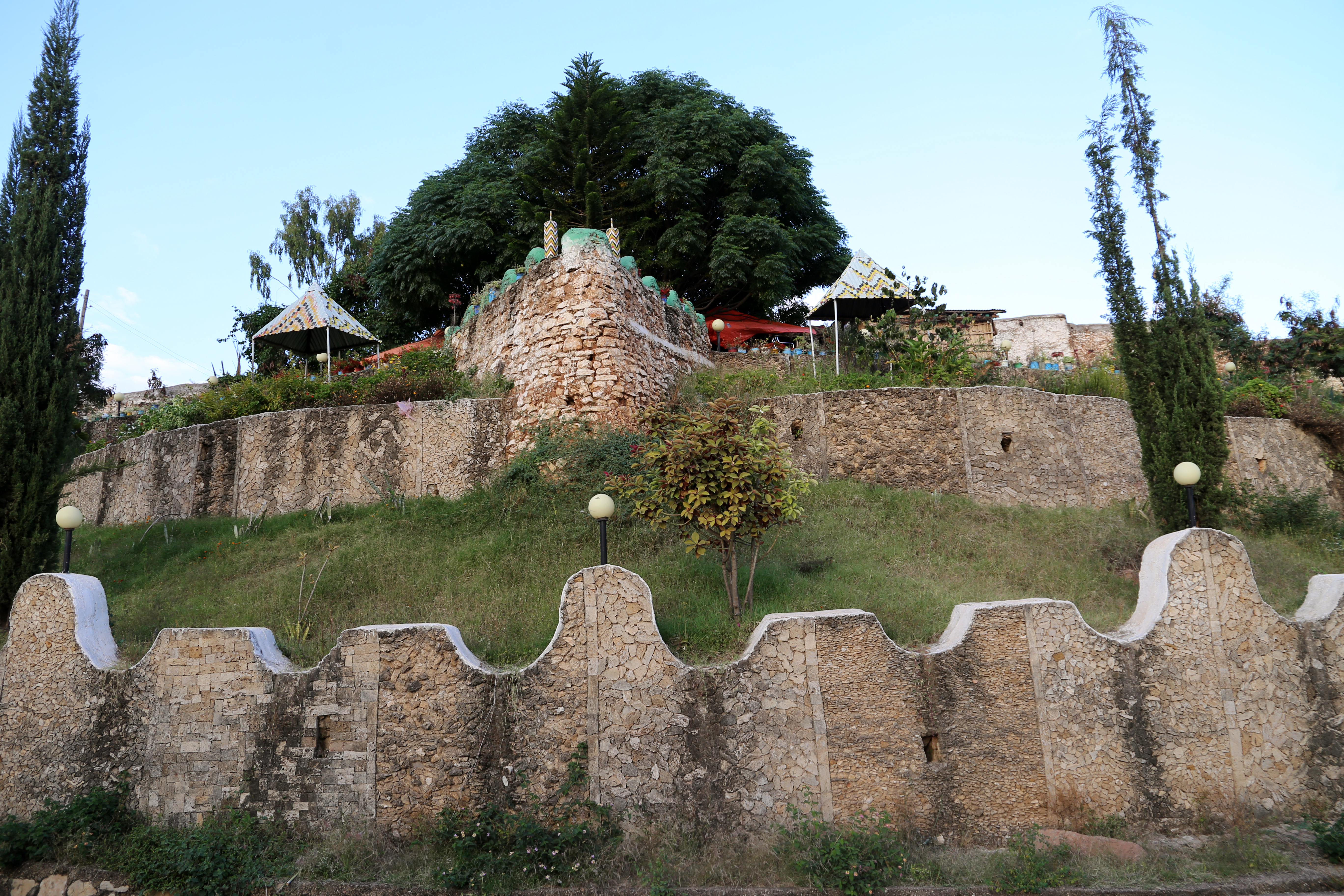
Muros defensivos de la ciudad de Harrar erigidos durante el reinado del emir Nur ibn Mujahid

Los clanes de Adal mencionados en las crónicas del emperador Amda Seyon del siglo XIV durante la invasión etíope incluyen: Wargar, Tiqo, Paguma, Labakala y Gabala.
En la crónica del emperador Zara Yaqob del siglo XV, se menciona a los harla como un pueblo comerciante de Adal. Se considera que los harla son la principal población de Adal. Sin embargo, según el historiador Enrico Cerulli, los somalíes asimilaron al pueblo harla que se originó en la región Harar tras el declive de los principados de Adal. Los habitantes harla de Adal que ocuparon la moderna región Afar en Etiopía también sufrieron destinos similares al adoptar la identidad afar en el siglo XVII.
Según el profesor Lapiso Delebo, el pueblo harari contemporáneo es heredero de los antiguos pueblos de habla semítica de la región de Adal. Los historiadores afirman que el idioma hablado por la gente de Adal, así como por sus gobernantes, los imanes y los sultanes, se parecería mucho al idioma harari contemporáneo. Según Bahru Zewde y otros, el estado Walashma de Adal en el siglo XIV incluía principalmente a las personas de habla semítica harari y argoba, sin embargo, también comenzó a incluir algunas porciones de personas somalíes y afar. La población que practicaba la agricultura en Adal era exclusivamente gente harla y harari.
Según el arqueólogo Jorge Rodríguez, los somalíes eran pueblos periféricos de Adal.